# Джурджень (комуна)
Джурджень, Джурджені (рум. Giurgeni) — комуна у повіті Яломіца в Румунії. До складу комуни входить єдине село Джурджень.
Комуна розташована на відстані 143 км на схід від Бухареста, 43 км на північний схід від Слобозії, 89 км на північний захід від Констанци, 76 км на південь від Галаца.

## Населення
За даними перепису населення 2002 року у комуні проживали 1649 осіб, усі — румуни. Усі жителі комуни рідною мовою назвали румунську.
Склад населення комуни за віросповіданням:
| Релігія       | Кількість осіб | Відсоток |
| ------------- | -------------- | -------- |
| православні   | 1648           | 99,9%    |
| римо-католики | 1              | 0,1%     |